# Robin van Aggele
Robin van Aggele (* 30. Juli 1984 in Hilversum) ist ein niederländischer Schwimmer.

## Werdegang
Robin van Aggele gilt nach Marcel Wouda als einer der besten Allround-Schwimmer.
Seinen ersten internationalen Auftritt hatte van Aggele bei den Kurzbahneuropameisterschaften 2004 in Wien. Im Jahr darauf, bei den Schwimmweltmeisterschaften 2005 in Montreal, wurde er 14. über 200 m Lagen und 11. über 400 m Lagen.
Im selben Jahr, bei den Kurzbahneuropameisterschaften in Triest, bestätigte er seine ansteigende Form, als er Vierter und nur eine Hundertstel hinter dem Bronzemedaillengewinner Vytautas Janušaitis wurde.
Bei den Schwimmeuropameisterschaften 2006, für die er sich qualifizieren konnte, trat er nicht an, da er sich wegen des harten Trainings zu müde fühlte. Bei den Kurzbahneuropameisterschaften 2006 in Helsinki konnte er seine erste internationale Medaille gewinnen, als er mit der 4 × 50-m-Freistilstaffel die Bronzemedaille holte.
Im Jahr darauf, bei den Kurzbahneuropameisterschaften 2007 in Debrecen gewann er die Bronzemedaille mit der 4 × 50-m-Lagenstaffel.
Im März 2008, bei den Europameisterschaften in Eindhoven, startete er schwach, konnte dann aber über 100 m Schmetterling überzeugen als er mit neuem niederländischen Rekord Vierter wurde. Mit der niederländischen 4 × 100-m-Lagenstaffel erreichte er ebenfalls den vierten Platz.
Nur wenige Wochen später, bei den Kurzbahnweltmeisterschaften 2008 in Manchester gewann er gemeinsam mit Mitja Zastrow, Robert Lijesen und Bas van Velthoven über die 4 × 100 m Freistil in Europarekordzeit die Silbermedaille.
Bei den Olympischen Sommerspielen 2008 in Peking ist er über 200 m Brust, 100 m Schmetterling und über 200 m Lagen angetreten, erreichte aber kein Finale.

## Rekorde
| Europarekorde (1)                                                     | Europarekorde (1) | Europarekorde (1) | Europarekorde (1) |
| --------------------------------------------------------------------- | ----------------- | ----------------- | ----------------- |
| 4 × 100 m Freistil (Kurzbahn) (mit Zastrow, Lijesen und v. Velthoven) | 03:09,18 min      | 9. April 2008     | Manchester        |
| (Stand: 8. August 2008)                                               |                   |                   |                   |